# Club Deportivo Real Sociedad
O Club Deportivo Real Sociedad é um clube de futebol hondurenho fundado em 1986 e com sede na cidade de Tocoa, Colón. A equipe compete no Campeonato Hondurenho de Futebol.